# Gregorio Portero
Gregorio Portero (Fuentelahiguera, baut. 9 de mayo de 1692 - Granada, 17 de abril de 1755) fue un compositor y maestro de capilla español.

## Vida
Gregorio Portero nació en Fuentelahiguera, actualmente Fuentelahiguera de Albatages, en la provincia de Guadalajara, donde fue bautizado el 9 de mayo de 1692. Se formó musicalmente en la Catedral de Toledo, donde ingresó en 1703, a pesar de que ya tenía 11 años, una edad algo tardía para su ingreso: «[...] ser buena voz, aunque no tiene trinados, y que sabe con fundamento el canto llano, y parte del canto de órgano [...] respecto de no haber quedado más que un seise con voz.» Sus primeros años sería bajo el magisterio de Pedro de Ardanaz, hasta su fallecimiento en 1706, para continuar con su sucesor, Juan Bonet de Paredes, y finalmente sus últimos años con Miguel de Ambiela.
Desde el fallecimiento de Pedro de Soto en 1708, el magisterio de la Catedral de Jaén se encontraba vacante, realizando el trabajo de forma interina Martín Salido. A mediados de septiembre de 1711 se realizaron las oposiciones para ocupar el cargo, a las que se presentaron, además de Portero, Fermín de Arizmendi y Juan Manuel García de la Puente, ambos seises de la Catedral de Toledo, como Portero; Pedro de Arteaga, músico de la Catedral de Palencia; Fernando de Quesada, maestro de seises de la Catedral de Jaén, que había ido a Madrid a estudiar composición; Carlos Barrero, maestro de seises en la Catedral de Guadix; Andrés González Araujo, maestro de capilla de la Colegiata de Osuna; y Mateo Núñez Fernández, maestro de capilla de la Catedral de Baeza. Las pruebas fueron duras y los candidatos tuvieron que realizar una composición en 24 horas en base a algunas obras en latín y romance. Ganó Juan Manuel García de la Puente, compañero seise de Portero en la Catedral de Toledo.
Tras la partida de José de San Juan a las Descalzas Reales de Madrid, el cabildo de la Catedral de Sigüenza realizó unas oposiciones en octubre de 1711 para ocupar el magisterio. Se presentaron de nuevo Fermín de Arizmendi y Gregorio Portero, además de José de Cáseda y Villamayor, que en ese momento se encontraba en Alcañiz como maestro de la Colegiata de Alcañiz, y un ministril de la Catedral de El Burgo de Osma. El cargo fue finalmente para Cáseda. Según el cabildo seguntino, los seises de Toledo estaban en «atril y composición [...] muy tiernos y necesitan de instruirse y actuarse más para poder regir cualquier capilla».
El maestro Gregorio López de Guevara, maestro de capilla de la Catedral de Granada, se jubilaba el 16 de noviembre de 1712 con el sueldo completo. Las oposiciones para ocupar su cargo se realizaron en enero de 1713, para lo que Portero se desplazó a Granada desde Toledo. Además de Portero, se presentaron Andrés de Araujo, en ese momento maestro de la Colegiata de Osuna, y Antonio González Guerrero, maestro de la de Olivares. Portero ganó el cargo, pero el nombramiento se complicó, ya que no era presbítero, por lo que tuvo que escribir al rey para hacer valer su nombramiento. Finalmente tomó posesión del cargo el 12 de junio de 1713.
Su estancia en la catedral transcurrió sin grandes sobresaltos, con las habituales llamadas de atención por descuidar la enseñanza de los infantes, los exámenes de ingreso de los nuevos músicos para la capilla, la instalación de nuevos órganos en la catedral, la compra de instrumentos y su colaboración con las cofradías y otras instituciones eclesiásticas. Durante su magisterio desaparecería definitivamente el arpa y se introduciría las trompas. Permanecería en el cargo hasta su fallecimiento en Granada, el 17 de abril de 1755.

## Polémica de Valls

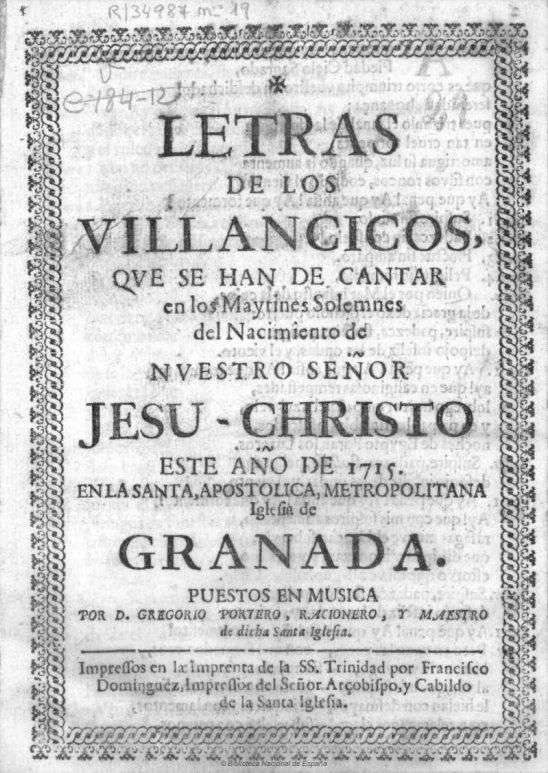
Letras de los villancicos que se han de cantar en los maytines ... del Nacimiento de Nuestro Señor Jesu Christo este año de 1715 en la ... Metropolitana Iglesia de Granada puestos en música por D. Gregorio Portero, Racionero y Maestro

Portero fue uno de los protagonistas de la polémica Valls-Martínez. El origen de la polémica está en las oposiciones para la organistía de la Catedral de Granda de 1713, en las que Portero se decidió por Atanasio Albors, organista de El Burgo de Osma, para el cargo. Albors tuvo que defender su nombramiento en Madrid, ya que el cargo era de Patronato Real, donde se enteró de las dudas que generaba un pasaje de la Missa Scala Aretina de Francisco Valls. Albors escribió a Portero a fines de 1714 para preguntar su parecer. Portero escribió su parecer el 5 de febrero de 1715, que llegó a manos de Valls.

Traslado del parecer que dio don Gregorio Portero, maestro de capilla de la santa iglesia de Granada, sobre el Miserere nobis de la misa a 4 del maestro de Barcelona don Francisco Valls, intitulada Missa Scala Aretina.
Respetando, ahora y siempre, el acertado dictamen y la elevada escuela del señor maestro don Francisco Valls, no obstante, hallándome obligado a dar mi parecer por el señor don Antonio  [sic] Albors, de que la entrada del segundo tiple no está buena, por muchas razones: [...]
Gregorio Portero, 5 de febrero de 1715

Valls respondió con la intención de que la respuesta llegase a Portero, pero un intermediario publicó esta respuesta, lo que llevó a Joaquín Martínez, maestro de capilla de la Catedral de Palencia, a responder a su vez. A partir de ahí la polémica desembocó en una discusión en la que se posicionaron unos cincuenta de los mayores maestros de capilla y organistas españoles de la época en uno de los dos campos. La discusión era en su mayor parte estética, entre los que defendía un estilo más «moderno» y los que eran más conservadores en sus gustos musicales, pero hay que tener en cuenta que la discusión tomó un tinte político dentro de las consecuencias de Guerra de Sucesión, que había terminado poco antes. Valls era conocido por haber sido favorecido por el archiduque Carlos de Habsburgo durante su estancia en Barcelona y Portero un fuerte proponente de los borbones.

## Obra
López Calo calificó a Portero como «compositor extraordinario». Su estética se alinea con el stile antico del siglo XVIII, siendo uno de los mejores representantes en la península ibérica.
Tras el fallecimiento del maestro Portero, el cabildo realizó un inventario de las obras compuestas por él, pero sin mucho éxito. Diversas obras estaban «en poder de algunos sujetos de esta ciudad», por lo que el inventario presentado en 1760 no era completo y «no se acordó cosa alguna». El descuido del cabildo entre 1760 y 1781 inició la dispersión y desaparición de la obra de Portero. De hecho, solo se han conservado una veintena de obras, todas ellas en Granada. No se ha conservado ninguno de sus villancicos. Los libros encarnados conservan siete motetes y en el libro pajizo, otras cinco.